# Hybozelodes minutus
Hybozelodes minutus là một loài ruồi trong họ Asilidae. Hybozelodes minutus được Wiedemann miêu tả năm 1828.